# صلاح أبو جريشة
صلاح أبو جريشة هو لاعب كرة قدم مصري سابق، لعب لنادي الإسماعيلي. فاز عوض بلقب هدّاف الدوري المصري الممتاز في سادس موسم للدوري (1955–56) بعد أن أحرز 13 هدفًا.